# L'oro di Roma
L'oro di Roma è un film del 1961 diretto da Carlo Lizzani.
Il film si basa sui fatti reali del rastrellamento del ghetto di Roma, avvenuto durante la seconda guerra mondiale, nell'ottobre 1943.

## Trama
Dopo l'armistizio italiano i tedeschi occupano Roma, nell'ottobre del 1943 il comandante della polizia tedesca chiama il presidente della comunità israelitica al suo cospetto e gli ordina di consegnare 50 chili d'oro entro due giorni, altrimenti prenderà 200 capifamiglia in ostaggio. 
La comunità è divisa tra chi decide di cedere al ricatto e consegnare il poco oro rimastogli e chi non crede nella parola dei tedeschi. Gli ebrei rimasti nel ghetto sono impoveriti dalle leggi razziali italiane e con enorme difficoltà cercano di arrivare alla cifra imposta.
Il presidente della comunità fa il possibile per chiedere aiuti, angosciato e incerto che la consegna possa davvero servire a salvare delle vite. Un gruppo di ragazzi si arma per ribellarsi, a capo del quale c'è il giovane calzolaio Davide. La decisione di non consegnare l'oro e contrastare il potere nazista lo porta a scontrarsi con gran parte dei membri della comunità e con il precetto del rifiuto della violenza. Giulia, ex-compagna della scuola israelitica di Davide, in un primo momento sembra poter fuggire alla segregazione razziale, grazie all'amore corrisposto per Massimo, uno studente di medicina cattolico. Decisi a sposarsi, Giulia si battezza, divisa nell'amore verso le proprie radici. Infatti, quando malgrado l'avvenuta consegna dei 50 chili d'oro, i tedeschi rastrellano ebrei in tutta Roma, portando via uomini, donne, malati e bambini, lei si consegna volontariamente in mano ai tedeschi, per seguire suo padre e la sua gente.